# Stichophthalma antonia
Stichophthalma antonia är en fjärilsart som beskrevs av Johannes Karl Max Röber 1926. Stichophthalma antonia ingår i släktet Stichophthalma och familjen praktfjärilar. Inga underarter finns listade i Catalogue of Life.